# برژانی ایای
برژانی ایای (به چکی: Břežany II) یک منطقهٔ مسکونی در جمهوری چک است که در ناحیه کولین واقع شده‌است. برژانی ایای ۹٫۱۰ کیلومتر مربع مساحت و ۶۲۹ نفر جمعیت دارد و ۲۵۸ متر بالاتر از سطح دریا واقع شده‌است.